# مسجد النور (نييغاتا)
مسجد النور هو مسجد يقع في مدينة نييغاتا التابعة لمحافظة نييغاتا في اليابان.

## التاريخ
تأسست مجموعة النور وهي رابطة الطلاب المسلم في نيغاتا من قبل طالب من بنغلاديش في حوالي عام 1995، هذه المجموعة كانت تهدف إلى زيادة العلاقة بين الطلاب المسلمين من خلال أنشطتها الإسلامية والثقافية، وتقدمت مجموعة النور إلى مركز الطلاب الأجانب في جامعة نييغاتا لأن تكون مسجلة باسم مجموعة من الطلاب، وفقا لذلك كان الطلاب المسلمين يؤدون صلاة الجمعة وصلاة التراويح والإفطار في شهر رمضان في بيت الطالب الدولي في الجامعة، ثم قررت المجموعة استئجار غرفة في مكان قريب من الجامعة لأداء الصلاة فيها.
بعد ازدياد أعداد الطلاب المسلمين والمواطنين في جامعة نييغاتا، نشأت فكرة مسجد مسجد النور أو مسجد نييغاتا وذلك في عام 2006، في البداية تم شراء منزل واستخدام كمسجد، وبعد مناقشات طويلة قررت المجموعة شراء أرض وبناء المسجد عليها لتلبية الاحتياجات من الأنشطة الثقافية الإسلامية المختلفة، فقرر الطلاب جمع مشاركة شهرية من جميع الطلاب مع دول مختلفة وهم عرب وبنغلاديش وإندونيسيا وماليزيا وباكستان، وعلاوة على ذلك بدأ الطلاب مشروع الأغذية الحلال واضيفت أرباحها إلى المال المستهدف لبناء المسجد، وبعد عام كان المال المدخر أقل من 1000,000 ين، فقرر الطلاب البدأ بحملة عاجلة لجمع المال للمسجد.
وبعد مجهود كبير كان المال الذي تم جمعه لا يكفي لتحقيق حلم الطلاب ببناء مسجد دائم، فقرر الطلاب طلب المساعدة من المساجد الأخرى والمجتمعات المحلية والجمعيات في كل انحاء اليابان، وقرر اثنين من الطلاب المصريين زيارة مسجد توياما وهو أقرب مسجد لنيجاتا لطلب المساعدة في مشروعهم، ولقيت الفكرة ترحيب وتعاون كبير، ثم في غضون عامين ذهب الطلاب كل مكان في كانتو واتصلوا بالعديد من المجتمعات المحلية للمساعدة، وفي النهاية تم إنشاء وبناء المسجد بحلول عام 2009.

## البناء

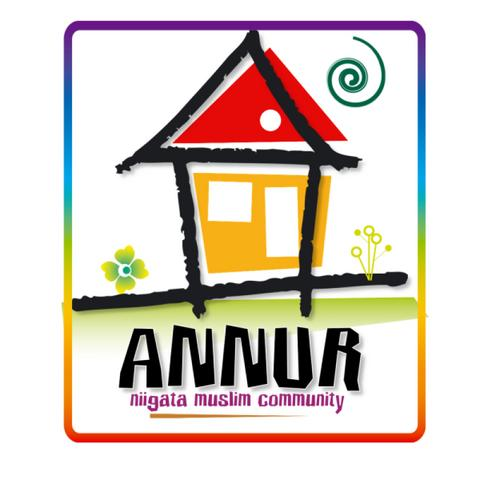
شعار مجموعة النور

يتكون الطابق الأول من قاعة للصلاة مخصصة للنساء من خلال المدخل الرئيسي، بالإضافة لغرفة الأغذية الحلال مع باب منفصل، وغرفتين لاستقبال الطلاب الجدد، ويشكل مشروع الطعام الحلال خدمة تسهل عملية الحصول على الطعام الحلال بأسعار مناسبة للمجتمعات المسلمة التي تعيش في نييغاتا، ويتكون الطابق الثاني من فضاء كبير خصص لصلاة الرجال، أما الطابق الثالث فهو قاعة واسعة للأنشطة الثقافية والإسلامية، في الطابق الثالث يمكن استخدامه لدروس اللغة العربية ودروس الطبخ للنساء، ويستخدم كفصول دراسية، ومكان للإفطار المشترك خلال شهر رمضان وغيرها من الأنشطة.

## الموقع
يقع مسجد النور في مدينة نييغاتا التابعة لمحافظة نييغاتا في اليابان، نبلغ مساحة المسجد 165 متر مربع، ويبعد المسجد مسافة 1.5 كم من جامعة نييغاتا، وعلى بعد 300 متر من محطة دايغاكو ما، وعلى بعد 100 متر من الطريق الرئيسي 116 .

## وصلات خارجية
- الموقع الرسمي لمسجد النور
- البوم صور صورة مسجد النور